# Verměřovice
Verměřovice är en ort i Tjeckien.   Den ligger i regionen Pardubice, i den östra delen av landet, 150 km öster om huvudstaden Prag. Verměřovice ligger 391 meter över havet och antalet invånare är 722.
Terrängen runt Verměřovice är platt åt nordväst, men åt sydost är den kuperad. Verměřovice ligger nere i en dal. Runt Verměřovice är det ganska tätbefolkat, med 139 invånare per kvadratkilometer. Närmaste större samhälle är Česká Třebová, 14,0 km sydväst om Verměřovice. Omgivningarna runt Verměřovice är en mosaik av jordbruksmark och naturlig växtlighet.